# Malaysische Badmintonmeisterschaft 2005
Die Malaysische Badmintonmeisterschaft der Saison 2004/2005 fand vom 21. bis zum 24. Dezember 2004 in Ipoh als Proton-EON National Circuit Grand Prix Finals statt. 

## Finalresultate
| Disziplin    | Sieger                        | Finalist                        | Ergebnis           |
| ------------ | ----------------------------- | ------------------------------- | ------------------ |
| Herreneinzel | Lee Chong Wei                 | Muhammad Hafiz Hashim           | 15–7, 15–3         |
| Dameneinzel  | Anita Raj Kaur                | Lydia Cheah Li Ya               | 13–10, 11–9        |
| Herrendoppel | Chan Chong Ming Koo Kien Keat | Fairuzizuan Tazari Lin Woon Fui | 15–8, 15–13        |
| Damendoppel  | Chin Eei Hui Wong Pei Tty     | Fong Chew Yen See Phui Leng     | 17-15, 15–5        |
| Mixed        | Gan Teik Chai Fong Chew Yen   | Koo Kien Keat Wong Pei Tty      | 12-15, 17-14, 15-7 |